# Luke Howard
Luke Howard (Londra, 28 novembre 1772 – Londra, 21 marzo 1864) è stato un chimico, farmacista e meteorologo inglese.

È considerato il padre della nefologia, la branca della meteorologia che si occupa dello studio delle nuvole. Il sistema di nomenclature da lui ideato per descrivere i diversi tipi di nubi è in uso ancora oggi.

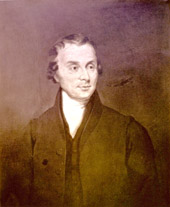
Luke Howard

## Vita personale
Nacque il 28 novembre a Red Cross Street, Londra. Studiò presso una scuola quacchera di Burford, nell’Oxfordshire, per poi intraprendere la carriera di chimico. Nel 1796 sposò Mariabella Elliot, da cui ebbe due figli, Robert Howard e John Eliot Howard, noto per il suo contributo allo sviluppo del chinino. Mariabella morì nel 1852, Luke nel 1864: furono entrambi sepolti a Witchmore Hill.

## Carriera, titoli e riconoscimenti
Dopo aver avviato un'attività in Fleet Street, cominciò a collaborare con William Allen, filantropo e uomo di scienza; i due si occupavano della produzione di sostanze chimiche a Stratford e gestivano un magazzino a Plough Court. L'attività di Stratford passò in eredità ai figli di Luke.
Howard venne riconosciuto come ministro del Tottenham Meeting nel 1815. Partecipò inoltre al Tottenham Vestry e venne eletto amministratore dei beni destinati ai più poveri (Overseer of the Poor) presso la parrocchia di Tottenham nel 1820. In quanto quacchero, Howard diede il suo contributo a più di una causa umanitaria, inclusi l’Anti-Slavery Movement, la Society Against Capital Punishment e la Society Against Cruelty to Animals. Nel 1816 ricevette un anello con diamanti dal Re di Prussia e vasi Meissen dal Re di Sassonia come ringraziamento per i servigi resi al popolo tedesco. Grazie ai suoi studi nell’ambito della meteorologia fu eletto membro della Royal Society nel 1821. Si unì alla Royal Meteorology Society nel 1850.

## Pubblicazioni

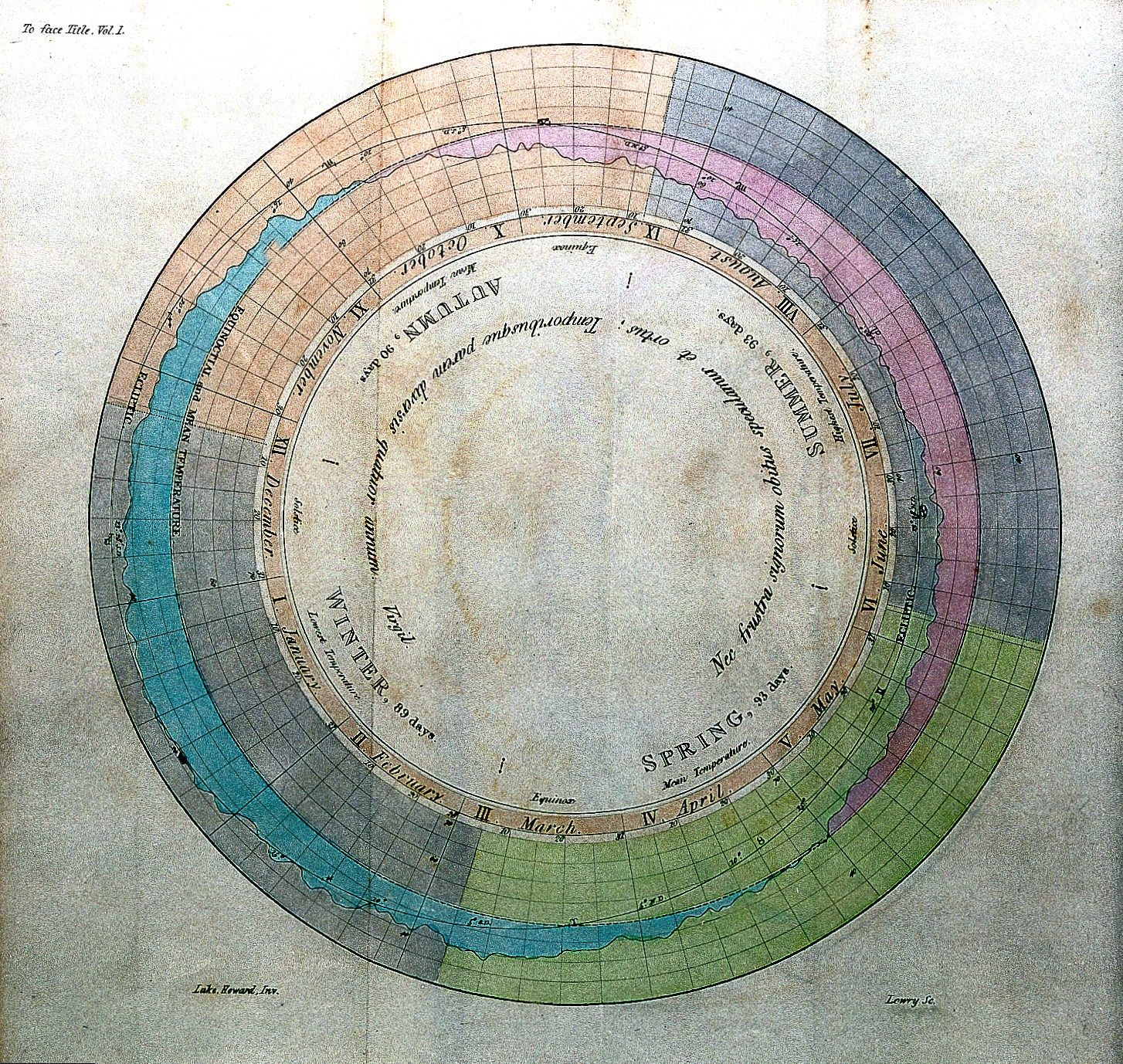
Grafico delle registrazioni annuali del clima di Londra, da "The Climate of London"

Le osservazioni giornaliere che Luke e la moglie Mariabella avevano registrato diligentemente per anni vennero raccolte e pubblicate in “The Climate of London” nel 1818 e nel 1833. In un altro suo lavoro del 1847, noto come “Barometrographia”, raccolse dati riguardanti le variazioni nella pressione atmosferica su Tottenham, Londra e Ackworth tra il 1815 e il 1834.La sua opera più celebre, “Essay on The Modification of Clouds”, nacque come saggio presentato alla Askesian Society nel 1802 e venne pubblicato nel 1803.

## Essay on The Modification of Clouds

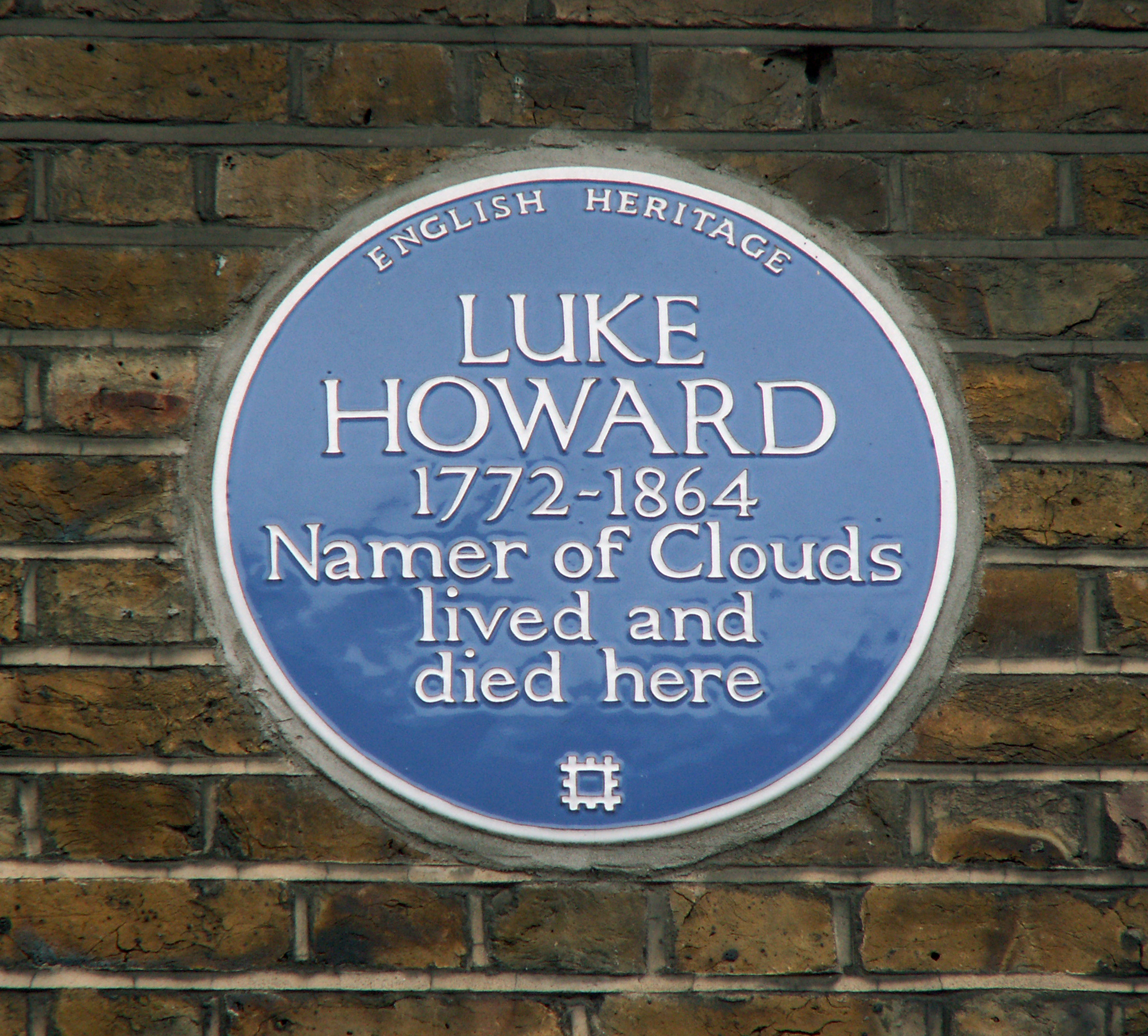
Placca commemorativa collocata al numero 7 di Bruce Grove

Howard intendeva soddisfare la necessità di trovare una terminologia chiara e trasparente che cogliesse la natura delle nuvole e ne facilitasse la comprensione tramite nomenclature immediate ed efficaci:
Howard proiettava già le sue scoperte nel futuro dell’applicazione pratica e scelse il latino appunto per garantirne la massima diffusione e una comprensione universale (Goethe sottolineò come mantenere invariate le definizioni originali latine evitando di cercare di tradurle avrebbe uniformato il sapere promosso la sua condivisione, facilitando gli scambi tra nazioni). Il linguaggio della meteorologia doveva integrarsi a quello delle altre scienze ed essere in grado di infondere nelle parole la natura dell’oggetto del suo studio.
Howard individuò le tre modificazioni base e costruì poi sulla loro unione la descrizione delle formazioni più complesse. Questa è la classificazione da lui proposta:
- Modificazioni semplici: Cirrus, Cumulus, Stratus;
- Modificazioni intermedie: Cirro-cumulus, Cirro-stratus;
- Modificazioni complesse: Cumulo-stratus, Cumulo-cirro-stratus (Nimbus)[11]

L’approccio di Howard allo studio delle nuvole era strettamente cartesiano: riconobbe la loro natura come fisica e soggetta alle stesse leggi che governano qualsiasi altro elemento tangibile. Il saggio si apre infatti con la negazione della concezione delle nuvole come macchie casuali di vapore nel cielo: 

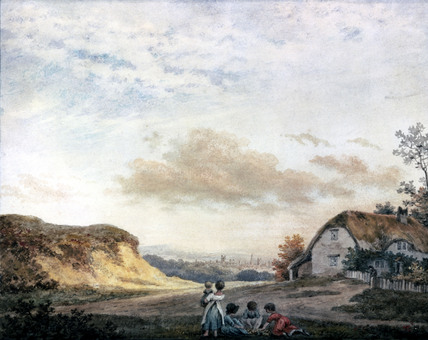
Acquerello di Edward Kenyon basato su di uno studio di Luke Howard, 1807 circa

Howard produsse numerose illustrazioni, principalmente disegni e acquerelli, per il suo saggio. Alcuni tra i suoi studi vennero poi completati dall’intervento di Edward Kenyon: i paesaggi dipinti dall’artista, inseriti successivamente all’ultimazione dei cieli, abbellivano gli acquerelli di Howard come una cornice attribuendo all’insieme un aspetto più pittoresco e affine al gusto romantico dell’epoca. Le immagini non si limitavano a descrivere al lettore l’aspetto usuale di ogni modificazione, ne mostravano anche il processo di formazione e gli stadi intermedi. Ogni tavola illustrata era provvista di didascalia. Erano rappresentati e spiegati gli effetti degli elementi alla base della nascita delle nuvole, tra cui vento e temperatura; venivano anche specificati il periodo dell’anno e il momento della giornata in cui il fenomeno era solito manifestarsi. La raffigurazione delle fasi iniziali e finali del condensarsi del vapore in nuvola era altresì considerata importante e pertanto illustrata.

## Howard e Goethe
Goethe accolse con entusiasmo l’opera di Howard, nella quale intravide una spinta vigorosa e ricca di novità con il potere di infondere vita nella nuova arte del paesaggio ed ispirare uno stile pittorico vero e completo. Egli ritenne che il lavoro di Howard fosse impostato secondo le regole di un corretto metodo di indagine atto a penetrare il mistero della natura e a guidare scienza e arte sulla strada di un produttivo sodalizio. Costantemente alla ricerca di un segreto che regolasse l’unità del mondo naturale, Goethe elogiò il metodo di Howard convinto ch’egli avesse finalmente trovato il modo per organizzare con ordine gli ormai non più oscuri principi dei fenomeni naturali: prima distinguere, poi riunire.
Egli considerò il contributo di Howard alla scienza e all’arte talmente decisivo al punto da includere nel suo saggio "La forma delle nuvole secondo Howard” una poesia dedicata ai successi del chimico: “In memoria di Howard” (In honour of Mr Howard):
I più stupendi frutti della nuova scienza.
Quel che fermare, raggiunger non si può
Egli, per primo, l’afferra e lo trattiene;
Determina l’indeterminato, lo delimita,
Lo definisce in modo pertinente! — A te sia la gloria!»
(Goethe, "La forma della nuvole")
La versione integrale in tedesco del poema fu poi inclusa nell'edizione del 1865 del saggio di Howard con il titolo di "Poem on the Clouds".